# Imogen Heap
Imogen Heap (Essex, 9 december 1977) is een Engelse singer-songwriter uit Romford, Havering. Ze heeft bekendheid verworven als onderdeel van het muzikale elektropopduo Frou Frou en haar eigen soloalbums, die zij schrijft, produceert en mixt. In 2006 werd Heap genomineerd voor twee Grammy Awards, maar ze won er geen enkele. Met het album Ellipse uit 2009 sleepte ze opnieuw twee nominaties in de wacht en won ditmaal 'Best Engineered Album, Non-Classical'

## Discografie

### Soloalbums
- i Megaphone (1998)
- Speak For Yourself (2005)
- Live Session
- Ellipse (2009)
- Sparks (2014)

### Singles
- Getting Scared
- Shine
- Come Here Boy
- Oh Me, Oh My
- Blanket
- Hide and Seek
- Goodnight and Go
- Headlock
- Speeding Cars
- First Train Home
- Canvas

### Frou Frou
- Details (album)
- Breathe In (single)
- It's good to be in love (single)
- Let go (single)

- Bibliothèque nationale de France: cb141861399 (data)
- Gemeinsame Normdatei: 139038957
- International Standard Name Identifier: 0000 0000 7840 4022
- Library of Congress Control Number: n2003078028
- MusicBrainz: 328d146c-79f1-4eb6-9e40-8ee5710c14e5
- Nationale Bibliotheek van Tsjechië: xx0072962
- Nationale Bibliotheek van Israël: 987007342190905171
- Virtual International Authority File: 32207913
- WorldCat: E39PBJfrPy7bm4rWmdKdG9HBfq